# Callancyla cribellum
Callancyla cribellum är en skalbaggsart som först beskrevs av Bates 1885. Callancyla cribellum ingår i släktet Callancyla och familjen långhorningar.
Artens utbredningsområde är Panama. Inga underarter finns listade.